# Panic! at the Disco
Panic! at the Disco (trước đây viết cách điệu là Panic at the Disco) là một ban nhạc rock Mỹ đến từ Las Vegas, Nevada, thành lập năm 2004. Kể từ khi thành lập, các thành viên của ban nhạc bao gồm Brendon Urie (hát chính, guitar, piano) và Spencer Smith (trống). Cựu thành viên lưu diễn, tay bass Dallon Weekes chính thức gia nhập ban nhạc vào năm 2012.
Ban nhạc được thành lập và thu âm bản demo đầu tiên của họ trong khi tất cả họ vẫn còn ở trường trung học. Một thời gian ngắn sau, ban nhạc thu âm và phát hành album đầu tay của mình, A Fever You Can't Sweat Out (2005). Đã được biết đến với đĩa đơn top mười " I Write Sins Not Tragedies ", album cuối cùng đã được chứng nhận đĩa bạch kim. Sau đó nhóm đã phát hành album phòng thu thứ hai của mình, Pretty. Odd., phát hành vào năm 2008. Đánh dấu một sự thay đổi quyết liệt của giai điệu từ khi ra mắt, nó đã bán rẻ kỳ vọng thương mại và nhận được phản ứng trái chiều từ người hâm mộ và các nhà phê bình.
Ban nhạc phát hành album thứ ba mang tên Vices & Virtues, vào ngày 22 tháng 3 năm 2011. đĩa đơn kỷ lục đầu tiên The Ballad of Mona Lisa", được phát hành ngày 01 Tháng 2 năm 2011.
Ban nhạc phát hành album phòng thu "Too Weird to Live, Too Rare to Die!" vào ngày 8 tháng 10 năm 2013. Đĩa đơn đầu tiên "Miss Jackson", đã được phát hành ngày 15 tháng 7 năm 2013.

## Đĩa nhạc
- A Fever You Can't Sweat Out (2005)
- Pretty. Odd. (2008)
- Vices & Virtues (2011)
- Too Weird to Live, Too Rare to Die! (2013)
- Death of a Bachelor (2016)
- Pray for the Wicked (2018)

## Tour lưu diễn
Headlining
- 2005 Tour (2005)
- Nothing Rhymes with Circus Tour (2006)
- Pretty. Odd. Tour (2008–2009)
- Vices & Virtues Tour (2011–2012)
- 2013 Tour (2013)
- Too Weird to Live, Too Rare to Die! Tour (2014)
- The Gospel Tour (2014)
- Death of a Bachelor Tour (2017)
- Pray for the Wicked Tour (2018–2019)

Co-headlining
- Nintendo Fusion Tour (cùng Fall Out Boy, The Starting Line, Motion City Soundtrack and Boys Night Out) (2005)
- Honda Civic Tour (cùng Motion City Soundtrack, Death Cab for Cutie, Phantom Planet and The Hush Sound) (2008)
- Rock Band Live Tour (cùng Dashboard Confessional) (2008)
- Summer Tour 2016 (cùng Weezer) (2016)

Mở màn
- Take Cover Tour (Acceptance and The Receiving End of Sirens) (2005)
- Ambitious Ones and Smoking Guns Tour (The Academy Is...) (2006)
- Truckstops & Statelines Tour (The Academy Is...) (2006)
- Blink-182 in Concert (Blink-182) (2009)
- Save Rock and Roll Tour (Fall Out Boy) (2013)